# ديركير جلاي
ديركير جلاي (بالإنجليزية: Dirkir Glay)‏ (1 يناير 1992 بمونروفيا في ليبيريا - ) هو لاعب كرة قدم ليبيري في مركز الدفاع.

## روابط خارجية
- ديركير جلاي على موقع قاعدة بيانات كرة القدم.إي يو (الإنجليزية)
- ديركير جلاي على موقع ناشيونال فوتبول تيمز (الإنجليزية)
- ديركير جلاي على موقع Soccerway.com (الإنجليزية)